# Накамура, Косукэ
Косукэ Накамура (яп. 中村 航輔 Накамура Ко:сукэ, 27 февраля 1995, Кита, Токио, Япония) — японский футболист, вратарь клуба «Портимоненсе» и сборной Японии.

## Карьера

### Клубная карьера
Накамура является воспитанником футбольного клуба «Касива Рейсол». Перед началом сезона 2013 голкипер был переведён в основной состав команды, однако ни в 2013, ни в 2014 дебютировать так и не смог.
В январе 2015 года Косукэ для получения игровой практики был отдан в аренду в «Ависпа Фукуока», выступавший во Втором дивизионе Джей-лиги. Первую игру в новой команде вратарь провёл 29 апреля 2015 года против «Джубило Ивата» и не пропустил ни одного мяча. Накамура успешно выступал за «Ависпу» на протяжении всего сезона, приняв участие в 22 играх, в которых в его ворота было забито 11 мячей. Клуб из Фукуоки в переходных матчах получил право выступать в Джей-лиге.
Перед началом сезона 2016 Косукэ вернулся в «Касива Рейсол». Дебютную игру в Джей-лиге он провёл 27 февраля против «Урава Ред Даймондс».

### Карьера в сборной
Накамура в составе юношеской сборной Японии принимал участие в играх чемпионата мира 2011 в Мексике. На турнире голкипер провёл 4 матча, в которых пропустил 4 мяча, а его сборная уступила в четвертьфинале бразильцам.
В 2016 году Косукэ выступал на ежегодном турнире в Тулоне.
5 июля 2016 года вратарь был включён в заявку сборной для участия в летних Олимпийских играх в Бразилии.

## Достижения
Командные
 Молодёжная сборная Японии
- Чемпион Азии среди молодёжных команд (1): 2016

Индивидуальные
- Символическая сборная Джей-лиги (1): 2017